# 要行寺 (富士宮市)
要行寺（ようぎょうじ）は、静岡県富士宮市に所在する日蓮正宗の寺院。山号は興栄山（こうえいさん）。

## 起源と歴史
- 1478年（文明10年）- 建立される。開基は日蓮正宗大石寺第9世法主日有。
- 1727年（享保12年）10月20日 - 日蓮正宗大石寺第28世法主日詳により客殿を建立。
- 1765年（明和2年）11月1日 - 再建される。
- 1960年（昭和35年）12月7日 - 改築される。

## 所在地
- 静岡県富士宮市淀平町480

## 寺院周辺
- 静岡県立富士宮北高等学校
- 富士宮北幼稚園

## 交通アクセス
- 身延線西富士宮駅から車で5分